# Anker (entreprise)
Pour les articles homonymes, voir Anker.
Anker est une entreprise chinoise de produits électroniques, filiale de Anker Innovations. Basée à Shenzhen au Guangdong, elle est principalement connue pour sa production de périphériques informatiques et mobiles. Le nom « Anker » vient du mot allemand pour ancre.

## Histoire

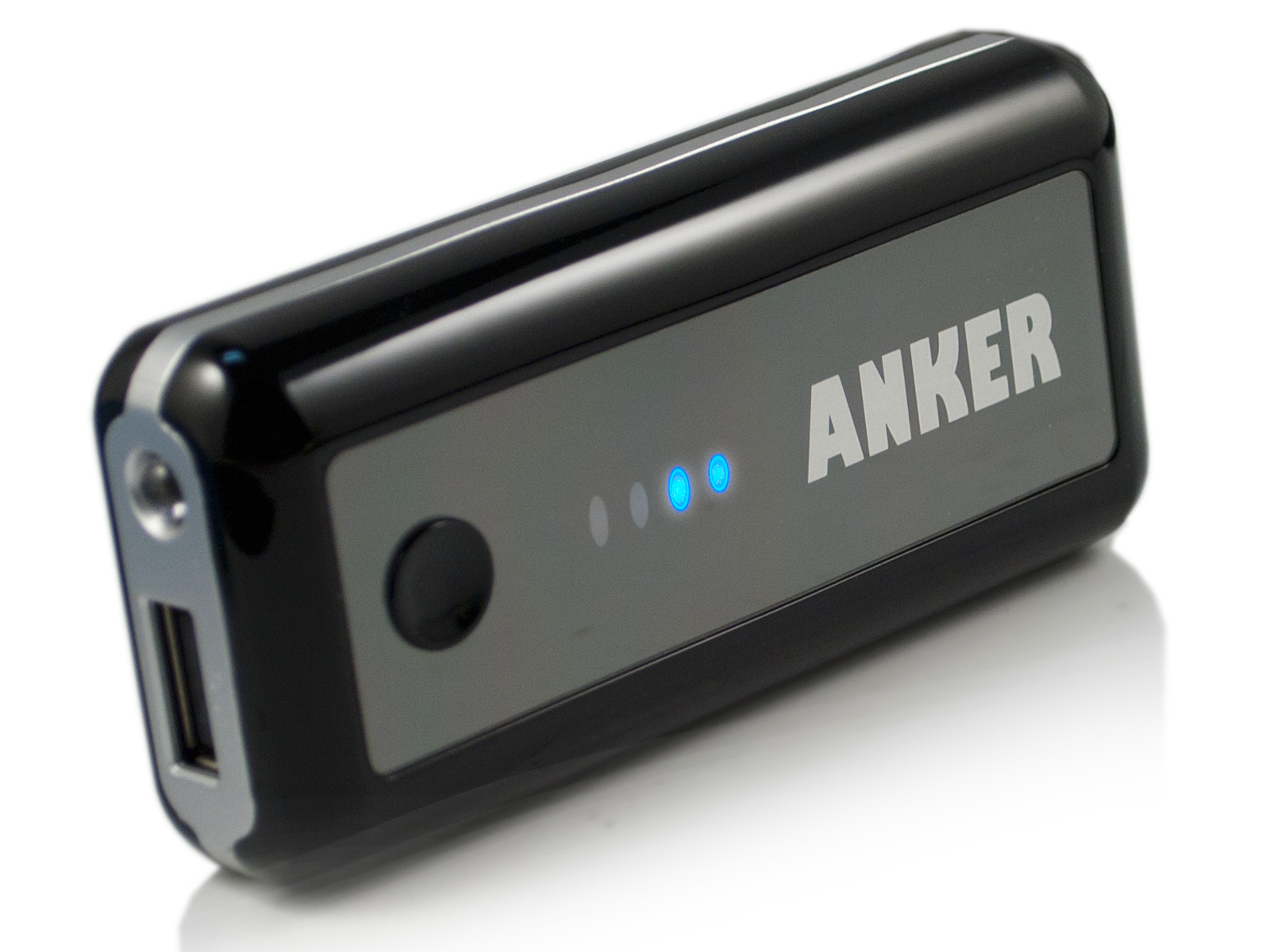
Anker Astro, un chargeur de batterie nomade sorti en 2011.

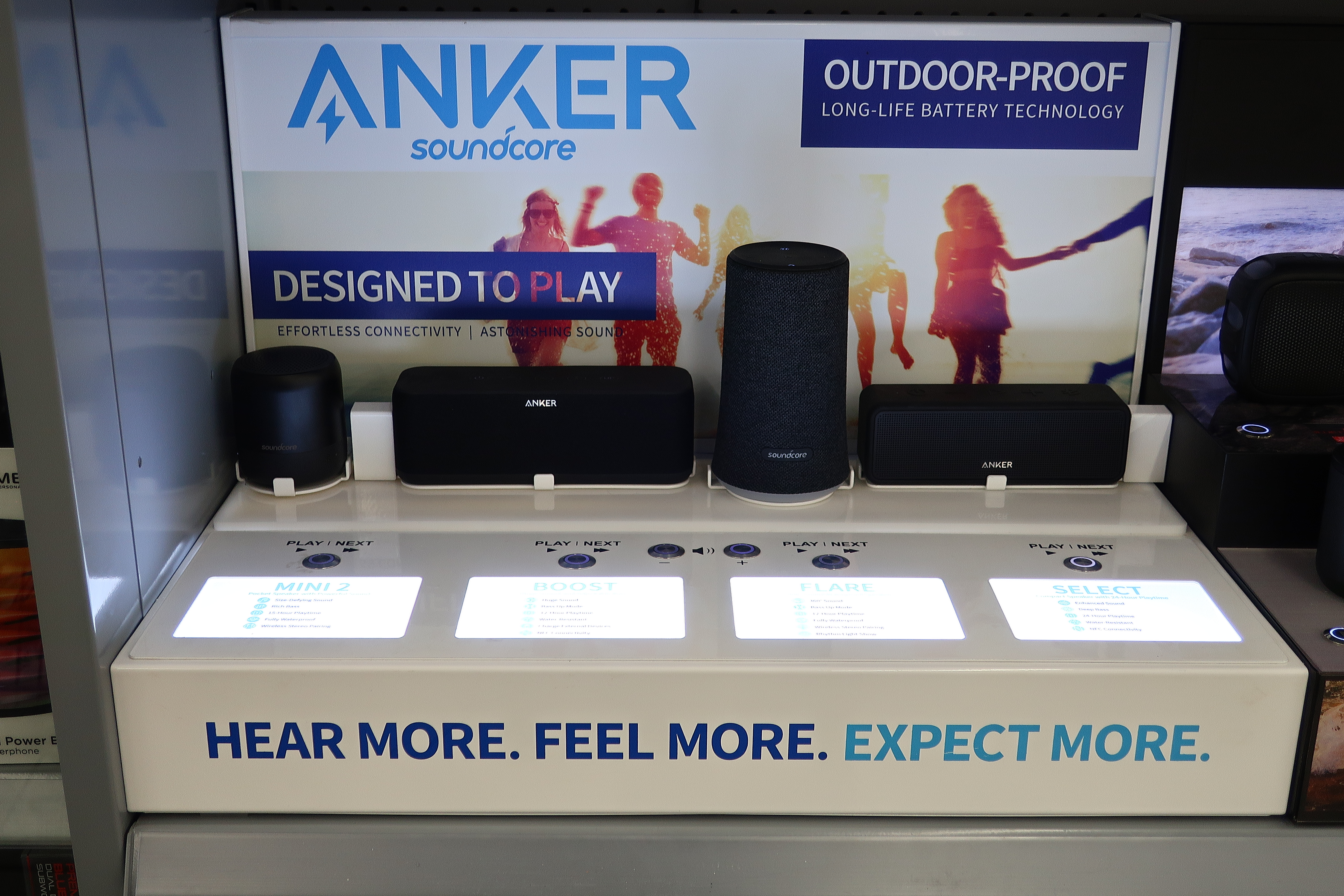
Un échantillon interactif des produits Anker SoundCore.

Steven Yang fonde Anker en 2011 après avoir travaillé comme ingénieur logiciel chez Google en Californie. Début 2012, le chef des ventes en Chine de Google, Dongping Zhao, est débauché par Anker et, en 2018, est devenu président de Anker Innovations. En 2012, Anker passe des batteries de rechange pour ordinateurs portables aux chargeurs de batterie pour smartphones et aux chargeurs à prise murale.
Anker maintient des filiales en Californie, en Allemagne, au Royaume-Uni, au Japon et en Chine. Avant 2017, les produits Anker étaient presque exclusivement vendus sur Amazon Marketplace (en).

## Produits
Les chargeurs Anker utilisent sa technologie exclusive PowerIQ, qui, selon la société, détecte le périphérique connecté et optimise automatiquement la source de courant délivrée pour accélérer la charge. De nombreux chargeurs Anker utilisent également diverses technologies de charge rapide, telles que le Quick Charge. Anker est nommé en 2015 comme principale marque de chargeurs nomades sur Amazon.com.
Outre les accessoires mobiles, Anker fabrique également des appareils ménagers intelligents, des écouteurs, des haut-parleurs portables, des vidéoprojecteurs portables et des accessoires de voiture.

## Galerie

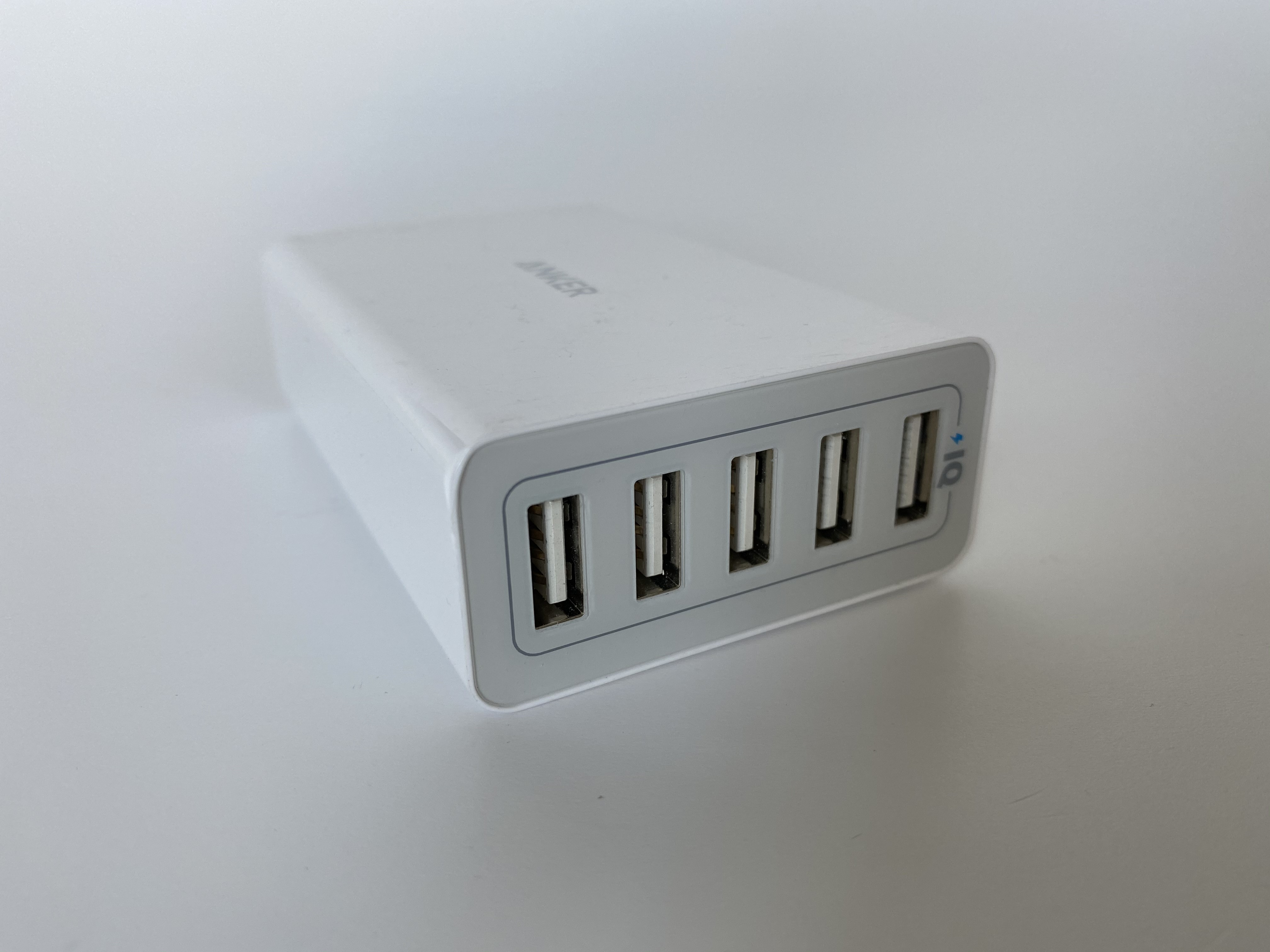
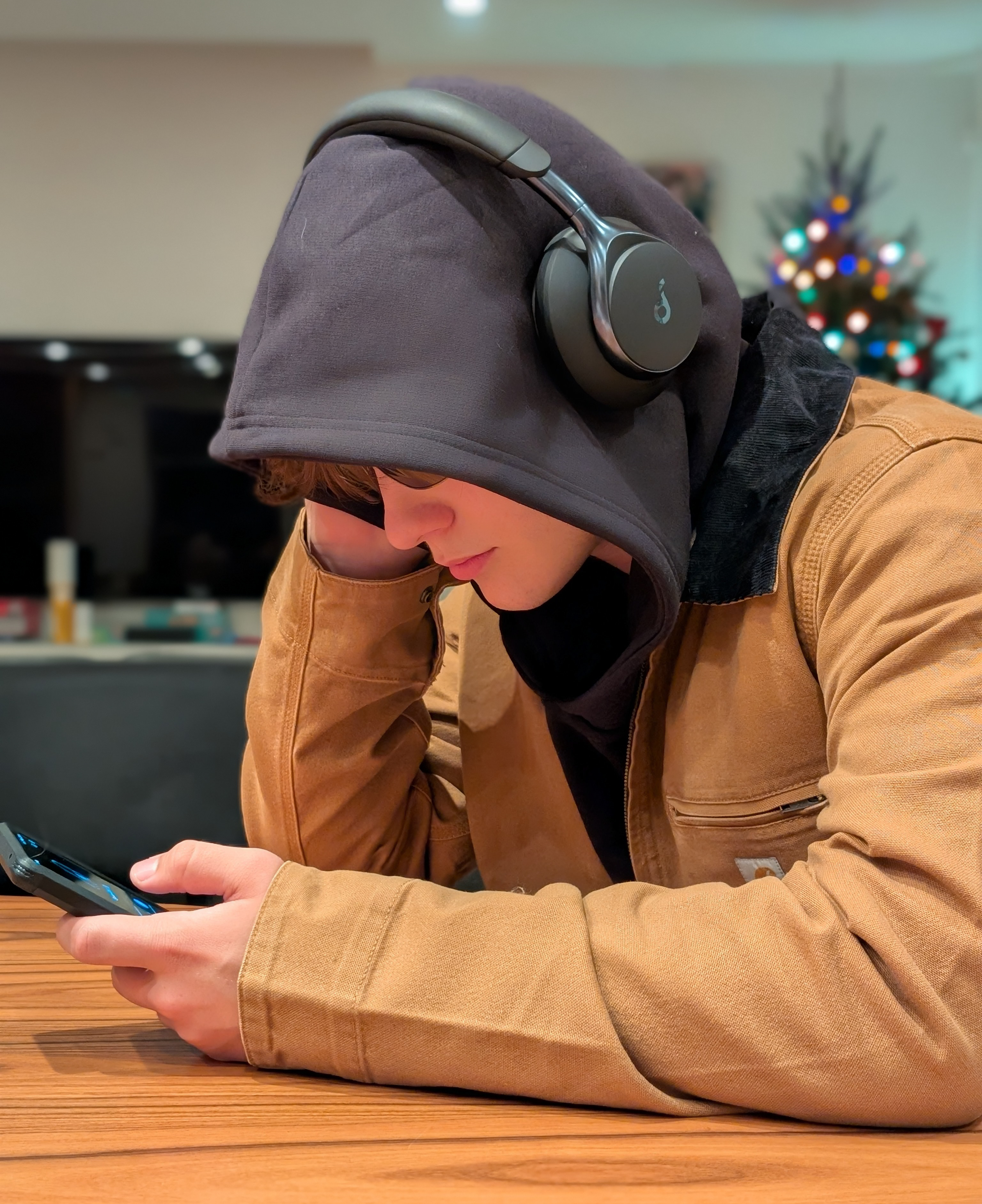
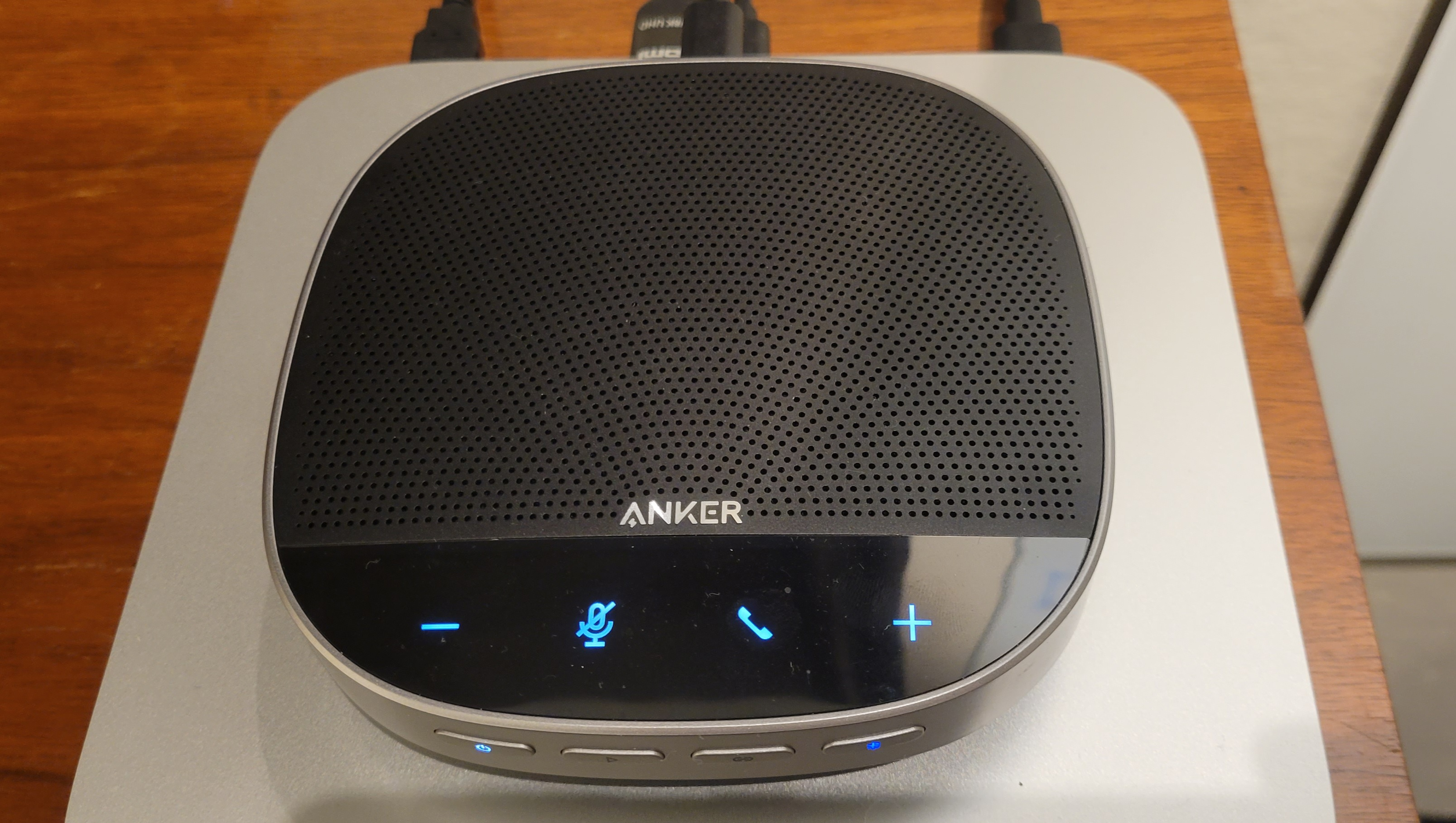

## Controverses
En 2014, une campagne sur Indiegogo pour promouvoir une gamme d'accessoires magnétiques appelée Zolo est lancée. En raison de problèmes de fabrication prolongés, le projet est mis en attente et un remboursement de 200% est offert aux 1863 donateurs.
En 2016, un lot de câbles de chargeur Anker USB-C connaissent un défaut de fabrication pouvant potentiellement endommager le matériel connecté, entraînant un rappel massif.